# Perfil falso
Perfil falso ist eine kolumbianische Thrillerserie, die von Pablo Illanes geschaffen wurde. Die erste Staffel der Serie wurde am 31. Mai 2023 weltweit auf Netflix veröffentlicht. Die zweite Staffel der Serie erschien am 8. Januar 2025 auf Netflix.
Die Serie wurde für eine dritte und finale Staffel verlängert.

## Handlung
Camila will über ein Profil auf einer Dating-App den Mann ihrer Träume finden. Kurz darauf lernt sie den attraktiven Fernando kennen. Die Chemie zwischen den beiden stimmt und sie beginnen eine idyllische und leidenschaftliche Romanze. Als Camila Fernando jedoch einen Besuch abstatten und ihn überraschen will, muss sie schockiert feststellen, dass er weder Fernando heißt noch Single ist. Die Situation entwickelt sich schnell zu einem Albtraum für Camila, die auf einen Schwindler und Betrüger hereingefallen ist. Sie setzt alles daran, Fernandos wahre Identität herauszufinden und will ihn Stück für Stück für die Lügen, die er ihr erzählt hat, und die Versprechen und Hoffnungen, die er ihr gemacht hat, bezahlen lassen. Dabei ahnt sie zunächst nicht, dass sie bereits Teil eines Netzes aus Lügen, Intrigen und Machtbesessenheit ist, in dem die Dinge nicht so sind, wie sie scheinen, und der Tod ein ständiger Begleiter ist.

## Besetzung und Synchronisation
Die deutschsprachige Synchronisation entstand nach den Dialogbüchern von Yvonne Prieditis, Ila Panke und Ivonka Fleming sowie unter der Dialogregie von Iris Artajo durch die Synchronfirma EVA Studios Germany in Berlin.
| Rolle                             | Schauspieler              | Synchronsprecher          |
| --------------------------------- | ------------------------- | ------------------------- |
| Camila Román                      | Carolina Miranda          | Rubina Nath               |
| Miguel Estévez / Fernando Castell | Rodolfo Salas             | Jaron Löwenberg           |
| Ángela Ferrer                     | Manuela González          | Susanne Geier             |
| Juan David Meneses                | Lincoln Palomeque         | Peter Sura                |
| Lucas Estévez                     | Juanse Díez               | Oliver Szerkus            |
| Eva Estévez                       | María Paula Veloza        | Clara Drews               |
| Pedro Ferrer                      | Víctor Mallarino          | Hanns-Jörg Krumpholz      |
| Adrián Ferrer                     | Mauricio Hénao            | Alexander Doering         |
| Cristóbal Balboa                  | Felipe Londoño            | Arne Stephan              |
| Luigi Toledo                      | Juan Pablo Posada         | Thomas Schmuckert         |
| Tina Salazar                      | Juliana Galvis            | Aline Staskowiak          |
| Vicente González                  | Iván Amozurrutia          | Henning Nöhren            |
| Joaquín Duval                     | Emmanuel Esparza          | Sebastian Christoph Jacob |
| Vanessa del Río                   | Lidia San José            | Marieke Oeffinger         |
| Jesús Franco                      | Rafael Novoa              | Christoph Banken          |
| Sofía Santa Cruz                  | María Luisa Flores        | Johanna von Gutzeit       |
| Ximena Santos                     | Alejandra Villafañe       | Laura Sophia Landauer     |
| Ilonka Evans                      | Ginna Parra               | Magdalena Montasser       |
| Germán Rivera                     | Rafael Simón              | Sven Gerhardt             |
| Inti                              | Julián Cerati             | Nicolás Artajo            |
| Indira                            | Alexandra Barreto         | Sabine Falkenberg         |
| Laura                             | Marcela Carvajal          | Gundi Eberhard            |
| Matteo                            | David Palacio             | Rajko Geith               |
| Silvina                           | Marisol Correa Vega       | Lina Rabea Mohr           |
| Sergio                            | Matías Maldonado          | Bernhard Völger           |
| Santiago                          | Ángel de Miguel           | Nico Mamone               |
| Emanuel                           | Claudio de la Torre       | Armin Schlagwein          |
| Benito                            | Orlando Valenzuela Lorduy | Oliver Siebeck            |
| Esteban                           | Emiliano Pernía           | Nicolas Rathod            |
| Milenka                           | Nicole Santamaria         | Özge Kayalar              |
| Erika                             | Maria Daniela Sarria      | Moira May                 |
| Carmelita                         | Jennifer Ortiz            | Regina Gisbertz           |
| Inspektor                         | Leonardo Acosta           | Viktor Neumann            |

## Episodenliste

### Staffel 1
| Nr. (ges.)                                                                          | Nr. (St.) | Deutscher Titel       | Originaltitel              |
| ----------------------------------------------------------------------------------- | --------- | --------------------- | -------------------------- |
| 1                                                                                   | 1         | Fleisch und Blut      | En carne y hueso           |
| 2                                                                                   | 2         | Panik im Paradies     | Pánico en el paraíso       |
| 3                                                                                   | 3         | Auch wenn es weh tut  | Aunque duela               |
| 4                                                                                   | 4         | Atemlos               | Sin aliento                |
| 5                                                                                   | 5         | Gefährliche Bilder    | Imágenes peligrosas        |
| 6                                                                                   | 6         | Red Velvets Geheimnis | El secreto de Red Velvet   |
| 7                                                                                   | 7         | Im Maul des Wolfes    | La boca del lobo           |
| 8                                                                                   | 8         | Versuchung im Dunkeln | Tentación en la oscuridad  |
| 9                                                                                   | 9         | Nacht der Henker      | La noche de los ejecutores |
| 10                                                                                  | 10        | Sag nichts            | No digas nada              |
| Am 31. Mai 2023 wurden alle Episoden der ersten Staffel bei Netflix veröffentlicht. |           |                       |                            |

### Staffel 2
| Nr. (ges.)                                                                             | Nr. (St.) | Deutscher Titel                  | Originaltitel                |
| -------------------------------------------------------------------------------------- | --------- | -------------------------------- | ---------------------------- |
| 11                                                                                     | 1         | Der verbotene Traum              | El sueño prohibido           |
| 12                                                                                     | 2         | Kontrollverlust                  | Perder el control            |
| 13                                                                                     | 3         | Anatomie einer Besessenheit      | Anatomía de una obsesión     |
| 14                                                                                     | 4         | Der Mann, den es nie gab         | El hombre que nunca existió  |
| 15                                                                                     | 5         | Am Rande der Lust                | Al filo del placer           |
| 16                                                                                     | 6         | Das Mädchen, das zu viel wusste  | La chica que sabía demasiado |
| 17                                                                                     | 7         | Er/Sie weiß, dass du allein bist | Ella/Él sabe que estás sola  |
| 18                                                                                     | 8         | Vor den Augen verborgen          | Ojos que no ven              |
| 19                                                                                     | 9         | Der Tod spielt Golf              | La muerte juega al golf      |
| 20                                                                                     | 10        | Blut und Hoffnung                | La sangre y la esperanza     |
| Am 8. Januar 2025 wurden alle Episoden der zweiten Staffel auf Netflix veröffentlicht. |           |                                  |                              |